# 32 Cygni
Omikron2 Cygni eller 32 Cygni, som är stjärnans Flamsteed-beteckning, är en dubbelstjärna belägen i den mellersta delen av stjärnbilden Svanen, som också har Bayer-beteckningen o2 Cygni och variabelbeteckningen V1488 Cygni. Den har en genomsnittlig skenbar magnitud på ca 3,98 och är svagt synlig för blotta ögat där ljusföroreningar ej förekommer. Baserat på parallax enligt Gaia Data Release 2 på ca 2,1 mas, beräknas den befinna sig på ett avstånd på ca 1 100 ljusår  (ca 320 parsek) från solen. Den rör sig närmare solen med en heliocentrisk radialhastighet av ca -14,5 km/s.

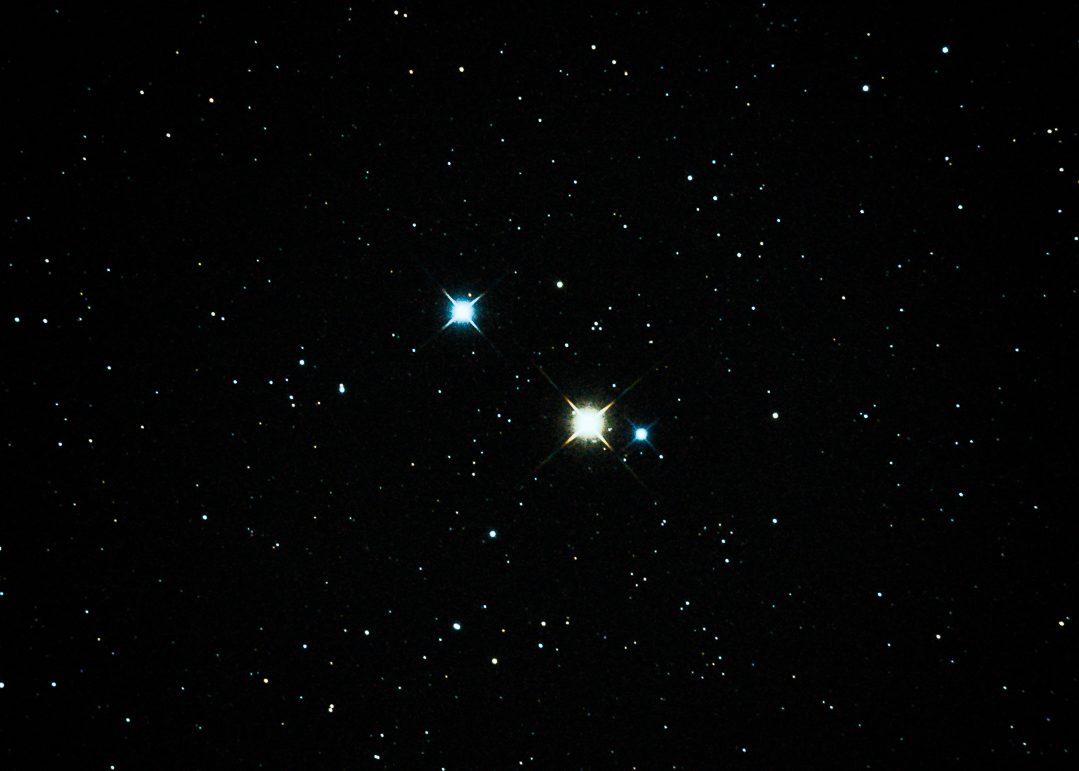
Dubbelstjärnan 31 Cygni strax nedanför centrum. Stjärnorna har också Bayer-beteckningen Omikron Cygni, med den svagare komponenten som vanligtvis har namnet 33 Cygni. Den blåvita jätten 30 Cygni är snett upp till vänster.

Bayer-beteckningen Omicron Cygni har i olika sammanhang applicerats på två eller tre av stjärnorna 30, 31 och 32 Cygni. För tydlighetens skull är det att föredra att använda Flamsteed-beteckningen 32 Cygni snarare än en av Bayer-beteckningarna.

## Egenskaper
Primärstjärnan 32 Cygni A är en orange till röd superjättestjärna av spektralklass K5 Iab. Den har en massa som är ca 7,5 solmassor, en radie som är ca 184 solradier och utsänder ca 6 600 gånger mera energi än solen från dess fotosfär vid en effektiv temperatur av ca 3 800 K.
32 Cygni, är en förmörkelsevariabel av Algol-typ (EA/GS/D), som består av en orange superjätte och en blåvit stjärna i huvudserien. 32 Cygni varierar mellan visuell magnitud +3,90 och 4,14 med en period av 1 147,4 dygn eller 3,14 år.
Följeslagaren, 32 Cygni B, är mindre än primärstjärnan, med fyra gånger solens massa och tre gånger solens radie. Den har en mycket högre effektiv temperatur på 16 200 Koch har en utstrålning av energi av över 300 gånger solens. Denna stjärna är en blå-vit stjärna i huvudserien av spektralklass B7 V.
De två stjärnornas omloppsplan ligger nästan i linje med siktlinjen från jorden, så att jättestjärnan förmörkar sekundstjärnan en gång per omlopp. Under en förmörkelse kan emissionslinjer noteras i systemets spektrum. Dessa har sitt ursprung i stjärnvinden som driver från jättestjärnan. I en volym kring B-stjärnan blir denna vind joniserad, vilket resulterar i en cirkulär H II-region. Jättestjärnan tappar massa med en hastighet av 1,3 × 10−8  solmassor per år, eller motsvarande solens massa på 77 miljoner år.